# Sansevieria scimitariformis
Espèce
Classification APG III (2009)
Sansevieria scimitariformis, également appelée Dracaena scimitariformis, est une espèce de plantes de la famille des Liliaceae et du genre Sansevieria.

## Description

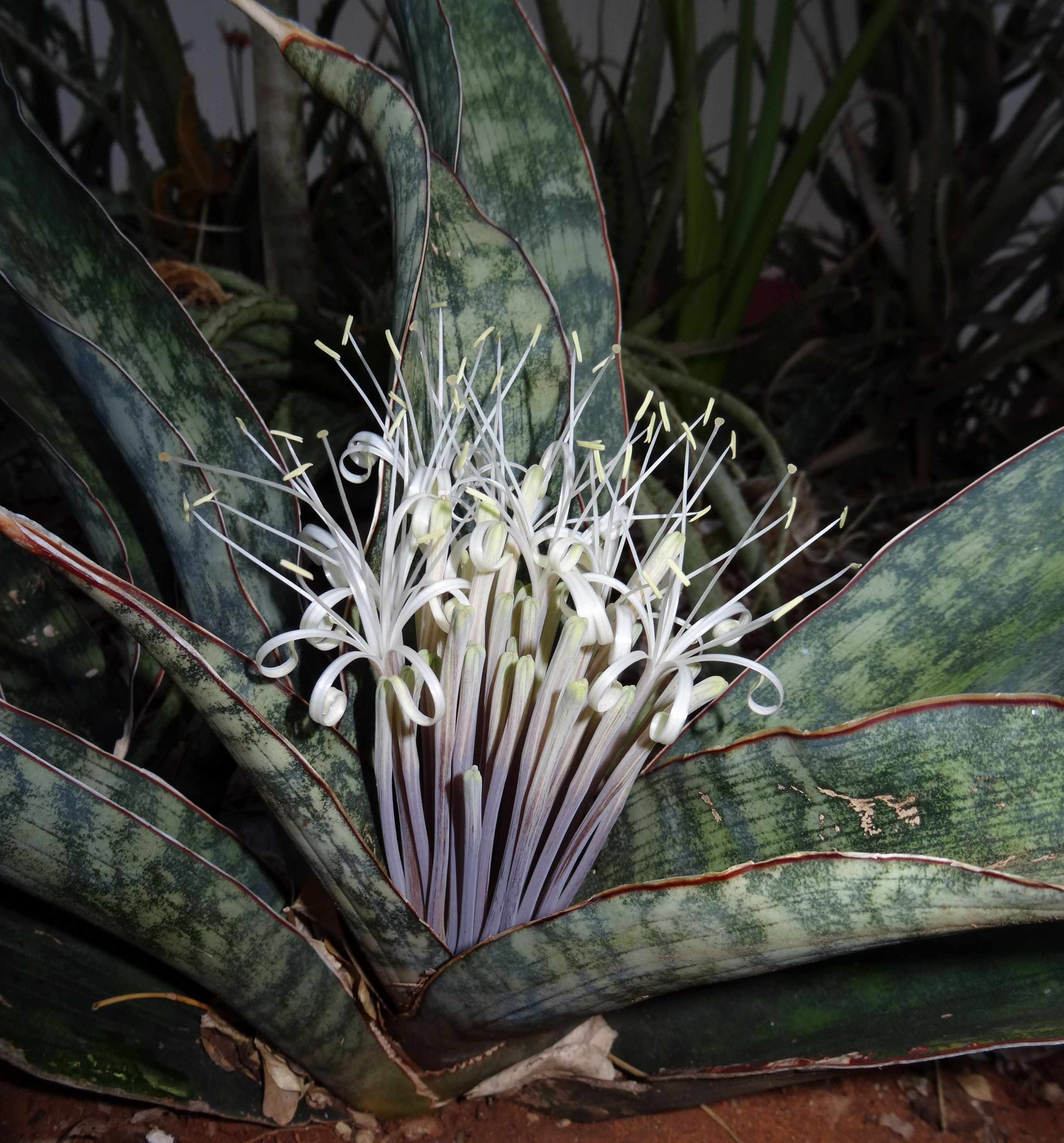
Inflorescence de Sansevieria scimitariformis.

Plante succulente, Sansevieria scimitariformis est une espèce de sansevières à feuilles épaisses et recourbées, larges (6 à 10 cm) et longues (environ 50 à 70 cm) de couleur vert-foncé avec parfois des striures plus claires, lisses, et présentant des bords brunâtres.
Elle a été identifiée comme espèce à part entière en 2002 par le botaniste zimbabwéen David J. Richards.

## Distribution et habitat
L'espèce est présente en Afrique australe orientale au Zimbabwe et au Mozambique, en général dans les massifs montagneux vers 1 000 m d'altitude.

## Synonymes et cultivars
L'espèce porte le nom synonyme :
- Dracaena scimitariformis